# Fabara
Fabara est une commune d’Espagne, dans la province de Saragosse, communauté autonome d'Aragon comarque de Bajo Aragón-Caspe.

## Histoire
On a retrouvé des traces de peuplement datant de l'épipaléolithique remontant à 5000 ans avant notre ère. La municipalité habite l'un des sites les plus importants de l'Aragon datant de l'âge du fer.

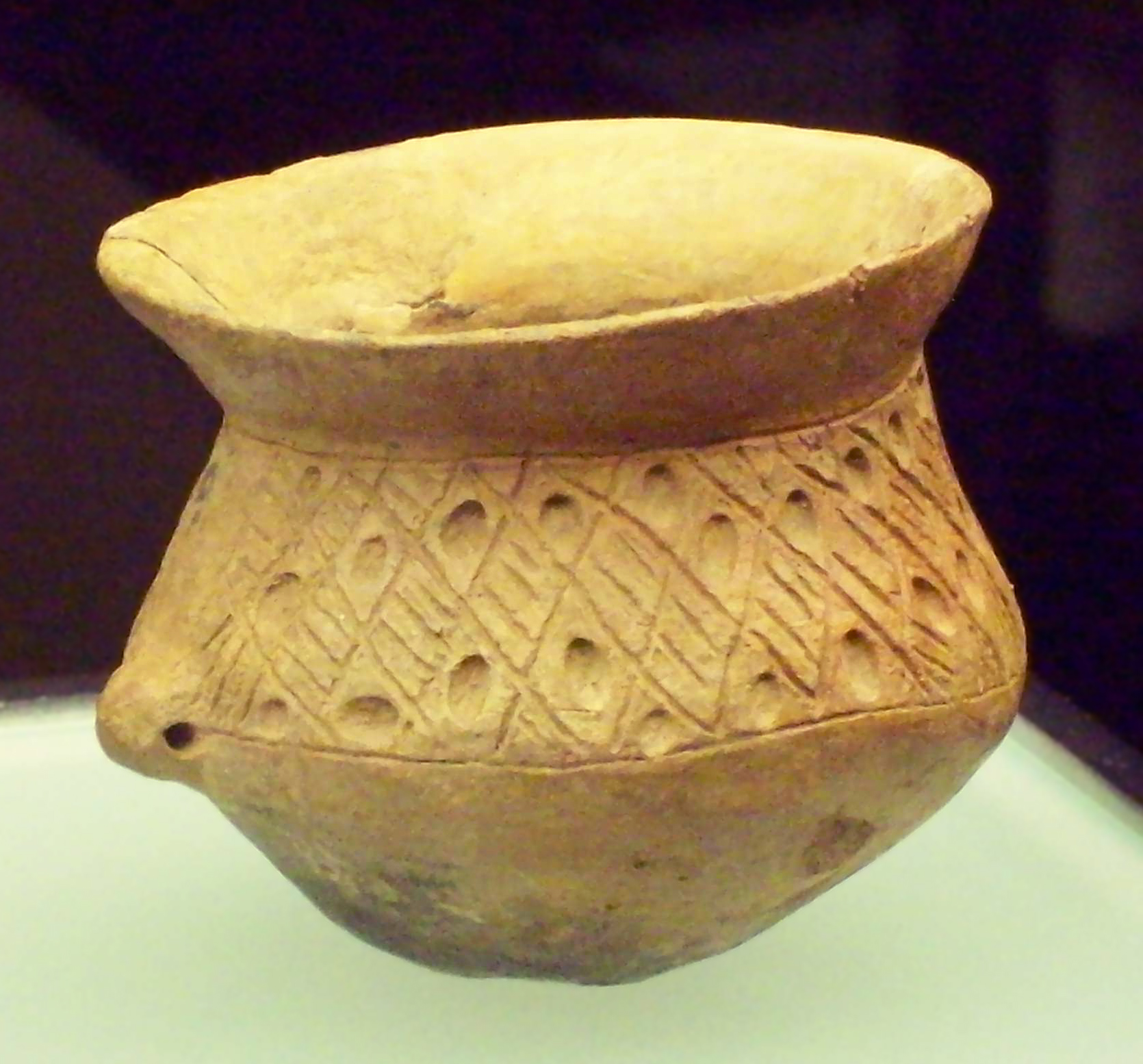
Vase préhistorique retrouvé à Fabara (M.A.N. 33320)

## Économie
| Industrie    | Employés | Sur 100 actifs |
| ------------ | -------- | -------------- |
| Agriculture  | 231      | 45,30          |
| Services     | 119      | 23,33          |
| Industrie    | 59       | 11,57          |
| No consta    | 55       | 10,79          |
| Construction | 46       | 9,01           |

Source : Wikipédia hispanophone, à partir de données de l'INE, 2001)